# 19395 Баррера
19395 Баррера (19395 Barrera) — астероїд головного поясу, відкритий 2 березня 1998 року.
Тіссеранів параметр щодо Юпітера — 3,612.